# Xanthorhoe parvula
Xanthorhoe parvula är en fjärilsart som beskrevs av Louis Beethoven Prout 1932. Xanthorhoe parvula ingår i släktet Xanthorhoe och familjen mätare. Inga underarter finns listade i Catalogue of Life.